# Metropolia Mount Hagen
Metropolia Mount Hagen – jedna z czterech metropolii Kościoła katolickiego na Papui-Nowej Gwinei. Obejmuje górskie obszary papuańskiej części Nowej Gwinei.

## Diecezje
W skład metropolii Mount Hagen wchodzą diecezje:
- archidiecezja Mount Hagen
- diecezja Goroka
- diecezja Kundiawa
- diecezja Mendi
- diecezja Wabag

## Historia
Metropolię utworzył 18 marca 1982 papież Jan Paweł II.

## Metropolici Mount Hagen
- abp George Elmer Bernarding SVD (1982 - 1987)
- abp Michael Meier SVD (1987 - 2006)
- abp Douglas Young SVD (2006 - 2025)
- abp Clement Papa (od 2025)